# Chevêchette perlée
Glaucidium perlatum
Espèce
Synonymes
- Strix perlata Vieillot, 1818
(protonyme)

Statut de conservation UICN

 LC  : Préoccupation mineure
Statut CITES
La Chevêchette perlée (Glaucidium perlatum) est une espèce d'oiseaux de la famille des Strigidae.

## Répartition

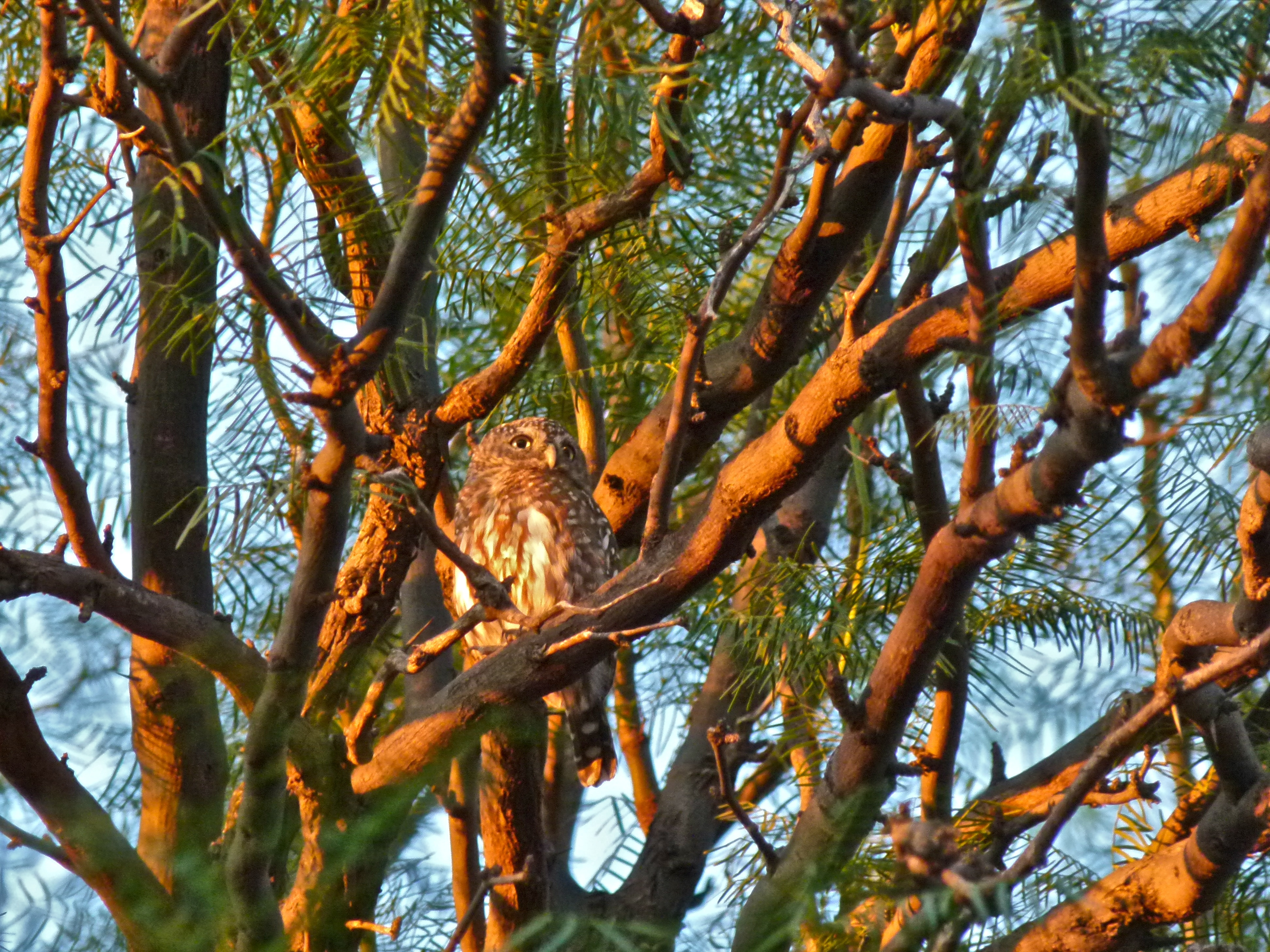
Parc transfrontalier de Kgalagadi

Cet oiseau vit en Afrique subsaharienne.

## Sous-espèces
D'après la classification de référence (version 14.1, 2024) de l'Union internationale des ornithologues, la Chevêchette perlée possède 2 sous-espèces (ordre philogénique) :
- Glaucidium perlatum perlatum (Linnaeus, 1758) ;
- Glaucidium perlatum licua (Lichtenstein, MHC, 1842).